# Александровка (Долгоруковский район)
Алекса́ндровка — деревня Долгушинского сельского поселения Долгоруковского района Липецкой области.

## География
Александровка находится в восточной части Долгоруковского района, в 17 км к востоку от села Долгоруково, в 4 км к западу от центра поселения села Долгуша. Располагается на левом берегу ручья Поповка. С запада к Александровке примыкает деревня Карташовка.

## История
Александровка возникла в середине XIX века. Впервые отмечается на картах генерального межевания Землянского уезда 1861 года, как деревня «Слепуха» при ручье «Большая Слепуха».
В 1880-х годах упоминается как деревня «Малая Слепушка» в приходе Ильинской церкви села Долгуша.
В 1926 году Александровка числится как слобода, в ней 45 дворов, в которых проживают 242 жителя.
В начале XX века Александровка в составе Калабинской волости Землянского уезда Воронежской губернии. В 1928 году деревня вошла в состав Долгоруковского района Елецкого округа Центрально-Чернозёмной области. После разделения ЦЧО в 1934 году Долгоруковский район вошёл в состав Воронежской, в 1935 — Курской, в 1939 году — Орловской области, а с 6 января 1954 года в составе вновь образованной Липецкой области.

## Население
| 1926 | 2010 |
| ---- | ---- |
| 242  | ↘44  |

## Транспорт
На севере Александровки располагается шоссе, связывающее Долгоруково и Задонск.